# Trakehner

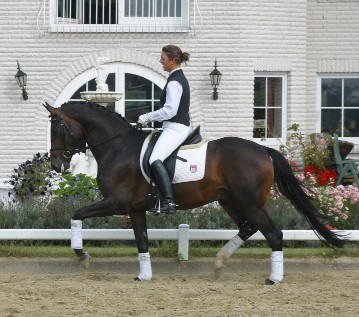
Vierjarige trakehnerhengst onder het zadel

De trakehner is een gerenommeerd paardenras uit het voormalige Oost-Pruisen. Het warmbloedras geniet bijzondere faam als modern sportpaard, met name in de tak van de dressuur.

## Fokgeschiedenis
De trakehner stamt oorspronkelijk van de stoeterij in het dorp Trakehnen in Oost-Pruisen, thans Jasnaja Poljana in het oblast Kaliningrad. Het fokken van paarden in deze streek is terug te volgen tot de dertiende eeuw, de tijd dat de Duitse Orde zich daar vestigde. De eigenlijke stoeterij, die bekend zou worden, werd pas gesticht in 1732 door koning Frederik Willem I.
Aanvankelijk was de stoeterij gespecialiseerd in tuigpaarden voor de koets en andere vormen van paardentractie, waarmee ze al gauw in het hele land een goede reputatie opbouwde. Tegen het einde van de achttiende eeuw verschoof het fokdoel in de richting van paarden voor de cavalerie. Het succes van het ras was mede te danken aan het voorbeeldige stamboek dat stalmeester Burchard von Oettingen erop nahield. In haar bloeiperiode beschikte de stoeterij over een oppervlakte van bijna 140 km² (14.000 ha) aan weilanden.
In de negentiende eeuw werden de paarden veredeld met Arabische en Engelse volbloedpaarden. Als gevolg daarvan stamden de trakehners begin twintigste eeuw voor ongeveer de helft af van volbloeden.
De fokkerij van paarden in Trakehnen kwam met de Russische bezetting eind 1944 tot een abrupt einde toen de stoeterij daar opgeheven en ontruimd werd. Veel paarden gingen bij wijze van herstelbetaling naar de Sovjet-Unie, andere kwamen terecht in de Sovjet-Russische bezettingszone, de latere DDR. Een klein aantal dieren uit privébezit (575 merries en 45 hengsten) ontkwam naar de westelijke bezettingszones, het latere West-Duitsland. In zowel de Sovjet-Unie als in West- en Oost-Duitsland werd daarna doorgefokt met deze dieren, al duurde het met name in het westen nog wel even voordat men het niveau van de oude trakehners weer had bereikt. Sindsdien zijn trakehners in vele landen gebruikt voor de paardensport, alsook voor de veredeling van andere rassen.
Oorspronkelijk mochten alleen paarden die daadwerkelijk in de buurt van Trakehnen waren geboren trakehners heten. Paarden van hetzelfde ras die elders waren geboren, noemde men 'Oost-Pruisisch warmbloed'. Volgens die definitie zouden er thans geen trakehners meer bestaan. In de praktijk is die definitie nu dan ook losgelaten.

## Exterieur
De trakehner is een edel en hoog in het bloed staand warmbloedras, waarin alleen kruising met Arabische en Engelse volbloeden, anglo-arabieren en shagya-arabieren is toegestaan. De schofthoogte bedraagt 1,60 tot 1,70 meter. Het paard heeft een rank, maar goed gespierd lichaam en lange benen. De paarden kunnen alle kleurslagen hebben.

## Karakter
De trakehner geldt als intelligent en leergierig maar ook veeleisend.
Trakehners lenen zich voor alle vormen van paardensport, maar in het bijzonder voor dressuur en veelzijdigheid. Geen ander ras vindt men binnen die laatste tak van sport vaker dan de trakehner. In de springsport, bij het westernrijden en in de mensport treft men ze minder vaak aan.

## Fokkerij en organisatie
De trakehner wordt sinds het einde van de Tweede Wereldoorlog in geheel Duitsland gefokt en ook daarbuiten, dit in tegenstelling tot bijvoorbeeld de holsteiner, de hannoveraan of de oldenburger, die streekgebonden zijn. De fokkerijleiding zetelt in het Duitse Neumünster. Fokkers in Nederland, België en Luxemburg vallen direct onder het moederstamboek, maar er zijn in diverse landen dochterstamboeken.
In Nederland zijn fokkers, eigenaren, liefhebbers en geïnteresseerden van de trakehner verenigd in de stichting Trakehner Contact Nederland.